# Borrelia miyamotoi
Borrelia miyamotoi är en bakterie som överförs till människor via fästingar.
B. miyamotoi förekommer på världens norra halvklot där de delar värddjur med bakterierna i artkomplexet B. burgdorferi, som orsakar borreliainfektion . Morfologiskt sett är B. miyamotoi en spiroket och har en spiralvriden form.

## Historia

Utbredning av vanliga fästingar (Ixodes ricinus)

B. miyamotoi upptäcktes 1994 i Ixodes persulcatus-fästingar i Japan , och namngavs efter professor Kenji Miyamotoi som ursprungligen rapporterade om denna spiroket. Att den kunde orsaka sjukdom hos människor upptäcktes inte förrän 2011 då Platonov och kollegor beskrev en serie fall av B. miyamotoi-infektioner i Ryssland . Senare rapporterades även sjukdomsfall från Nordamerika, Europa och Asien.

## Taxonomi och diversitet
En fylogenetisk analys baserad på utvalda sekvenser av B. miyamotoi-genomet visade genetiska skillnader mellan isolat från Asien, Nordamerika och Europa, som tydligt är uppdelade i tre genotyper . Dessa tre B. miyamotoi-genotyper beskrivs i forskning, men man vet att det finns fler som ännu ej är kartlagda .

## Smittspridning
B. miyamotoi och B. burgdorferi har överlappande värdar av ryggradsdjur och fästingar. Fästingar fungerar dels som vektorer för båda arterna och dels som reservoarer för B. miyamotoi . Även om B. miyamotoi skiljer sig genetiskt och ekologiskt från B. burgdorferi, överförs båda mikroorganismerna av samma Ixodes-fästingarter . Överföringstiden från fästingbett till infektering är kortare än för andra arter av Borrelia. B. miyamotoi smittar genom åtminstone sex Ixodes-fästingarter i Nordamerika, Europa och Asien. Spiroketen överförs från vektorn (fästingen) till värddjuret (människan) och orsakar infektionen. Små gnagare och fåglar används som reservoarer för spiroketerna . I Europa är vanlig fästing (Ixodes ricinus) den vanligast förekommande fästingarten. Studier visar att nästan 3% av dessa vanliga fästingar i Nederländerna och 2 – 6% av Ixodes persulcatus-fästingar i Ryssland är infekterade med B. miyamotoi .

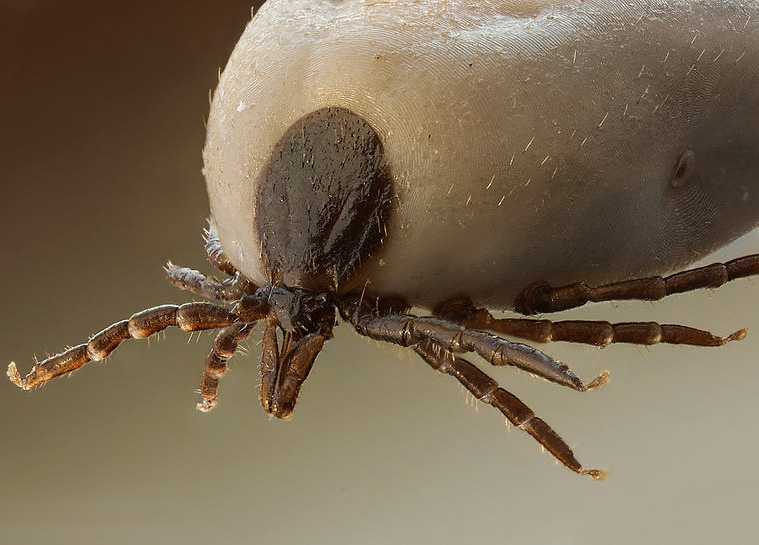
Vanlig fästing (Ixodes ricinus), vektor för B. miyamotoi

### Spridning mellan olika värdar
Livscykeln för Ixodidae fästingar, består av fyra stadier: ägg, larv, nymf och ett adult, könsmoget stadium, där de senare tre är rörliga . B. miyamotoi förs vidare från fästinghonan till äggen. Detta leder till att de har en infektionsperiod som täcker hela fästingsäsongen .
B. miyamotoi koloniserar sig, till skillnad från en del andra Borreliaspiroketer, i mitten av fästingbuken för att sedan vandra ut till spottkörtlarna och därifrån ta sig vidare till sin värd.

## Symptom och behandling
Influensaliknande symtom med feber, trötthet, huvudvärk, frossa, myalgi, artralgi och illamående . Återfallsfeber i sporadiska fall, och neurologisk sjukdom rapporterad hos patienter med redan nedsatt immunförsvar . Det finns även ett fåtal konstaterade fall med hudutslag som påminner om borreliainfektion av B. burgdorferi. Ett svenskt fall av meningit rapporterades år 2018 där patienten var immunkompetent . Saminfektioner komplicerar diagnostiseringen, vilket man menar kan bidra till underrapportering av B. miyamotoi .
Symptom på B. miyamotoi-infektion försvinner vanligtvis inom en vecka efter påbörjad antibiotikabehandling. Antibiotika som har använts effektivt är doxycyklin för okomplicerad B. miyamotoi-infektion hos vuxna och ceftriaxon eller penicillin G för meningoencefalit . Behandlingen är identisk med den mot borreliainfektion orsakad av B. burgdorferi.

### Diagnostisering
B. miyamotoi kan under feberperiod bekräftas med blodprov och efterföljande PCR-test. Laboratoriestudier har visat att även serologi skulle kunna användas för att påvisa infektion då antikroppssvar mot antigenet glycerophosphodiester phosphodiesterase (GlpQ) observerats.
GlpQ är ett 39- till 42-kDa-protein som har identifierats i alla undersökta Borrelia spp. utom B. burgdorferi, vilket möjliggör serologisk diskriminering av återfall av feber från Lyme-sjukdomen. Eftersom B. miyamotoi är närmare relaterat till återfallande feber-spiroketer än till B. burgdorferi är GlpQ proteinet ett antigen som vid en immunanalys kan bekräfta en diagnos av B. miyamotoi-infektion .
Dendritiska celler svarar på och aktiverar ett immunsvar mot B. miyamotoi (som liknar svaret på B. burgdorferi) vilket inducerar T-cellsproliferation .